# Први цариградски сабор
Први цариградски сабор, или Други васељенски сабор (стгрч. Σύνοδος τῆς Κωνσταντινουπόλεως; лат. Concilium Constantinopolitanum), је свецрквени сабор одржан од маја до јула 381. године у Константинопољу, Римско царство, по налогу римског цара Теодосија I.
На њему је утврђено православно учење о исхођењу Светог Духа од Оца и проглашени су за јерес пневматомахијанизам (духоборство) — вера да је Свети Дух инфериорнији од Оца и Сина, аполинаризам, Македонијева јерес.
Осим тога, установљен је статус епископа Константинопољског као епископа Новог Рима, другог по части после Римског епископа, престигавши епископа Александријског, до тада сматраног за првог на Истоку, носиоца титуле „папа”. Исход тога била такозвана пентархија — петорка главних епископских катедри (помесних Цркви) хришћанског света: Рим, Константинопољ, Александрија, Антиохија и Јерусалим.
На Сабору је допуњен симбол вере тако да гласи како је сачуван до данашњих дана, због чега се назива Никејско-цариградски симбол вере.
Спомен Отаца II Васељенског Сабора празнује се у Цркви 22. маја (4. јуна).

## Учесници
На Сабору је учествовало 186 епископа. Између осталих, учествовали су: Мелетије Антиохијски, Тимотеј I Александријски, Кирил Јерусалимски, Геласије Кесаријско-Палестински, Асхолије Солунски, Григорије Ниски, Амфилохије Иконијски, Оптим Антиохијски, Диодор Тарски, Пелагије Лаодикијски. Сабором је председавао Мелетије Антиохијски, који је умро током Собора, а заменио га је Григорије Ниски.

## Одлуке сабора
Собор је издао Посланицу, која је касније раздељена на седам канона. Четири од ових доктринарних канона и три дисциплинска канона, приписују се сабору и прихватају их и Православна црква и Источне православне цркве. Католичка црква прихвата само прва четири. У Крмчији (Законоправилу или Номоканону) седми канон је раздељен на два.
Циљ првог канона је да прогласи стабилност вере Првог васељенског сабора и прогласи свако кршење његовог симбола јеретичком доктрином. То је важна догматска осуда свих неортодоксних струја, као што су јевномијана или јевдоксијана, и и полуаријана или духобораца, и савелијана, и маркелијана, и фотинијана, и аполинаријана.
До времена Другог Васељенског Сабора на Истоку се првом катедром сматрала Александријска. Стога је поредак у древној Цркви, у којем су катедре набрајане и указивана им част, био овакав: Рим, Александрија, Антиохија, Јерусалим. Пошто је Константинопољ постао пребивалиште цара и престоница — Нови Рим, углед Константинопољског архиепископа је порастао, и 3. правило Другог Васељенског Сабора уздигло је Константинопољ на друго место по части, одмах после Рима.
Иако су на Сабору били присутни само источни епископи, Грци су га прогласили Васељенским. Ово правило Другог васељенског сабора римске папе нису признале. Папа Дамас I је у Риму примио Символ вере, али не и каноне (законе), барем не канон о старешинству Константинопоља после Рима. То је био почетак црквено-правне расправе и великог црквеног раскола Истока и Запада. У ствари, Рим је признао старешинство Константинопоља после Рима тек на IV Латеранском сабору 1215. године, у време Латинског царства установљеног у окупираном Константинопољу, које су прогласили Латини после Четвртог крсташког похода.

#### Канони
- Канон 1 О јереси: Потврђује се вера никејских очева и осуђује настајуће секте.
- Канон 2 О аутокефалном управљању помесним Црквама: Сабор је увео забрану епископима једних помесних цркава да се мешају у послове других помесних цркава.
- Канон 3 О статусу Константинопољског епископа: Епископ Цариграда добија првенство части после Епископа Рима, јер је онај град, нова царска престоница, сматран за нови Рим.[а]
- Канон 4 О Максиму Кинику: Максим нити је био нити је епископ, а тако исто нису законито рукоположени ни они, које је он поставио ма на какав степен клира; све што је с њим и од њега учињено, нема ваљаности.[б]
- Канон 5 О Никејско-цариградском симболу вере: Прихватање антиохијских верника који исповедају једино Божанство Оца и Сина и Духа Светога.
- Канон 6 О жалбама приватног и црквеног карактера: могао је припадати и 382. години и касније је одобрен на Трулском сабору као 95. канон. Ограничава могућност оптуживања епископа да су учинили нешто лоше.[в]
- Канон 7 О форми црквеног суда и примању јеретика у црквено општење: Односи се на поступке пријема одређених јеретика у цркву.[г]